# Hilde Coppi

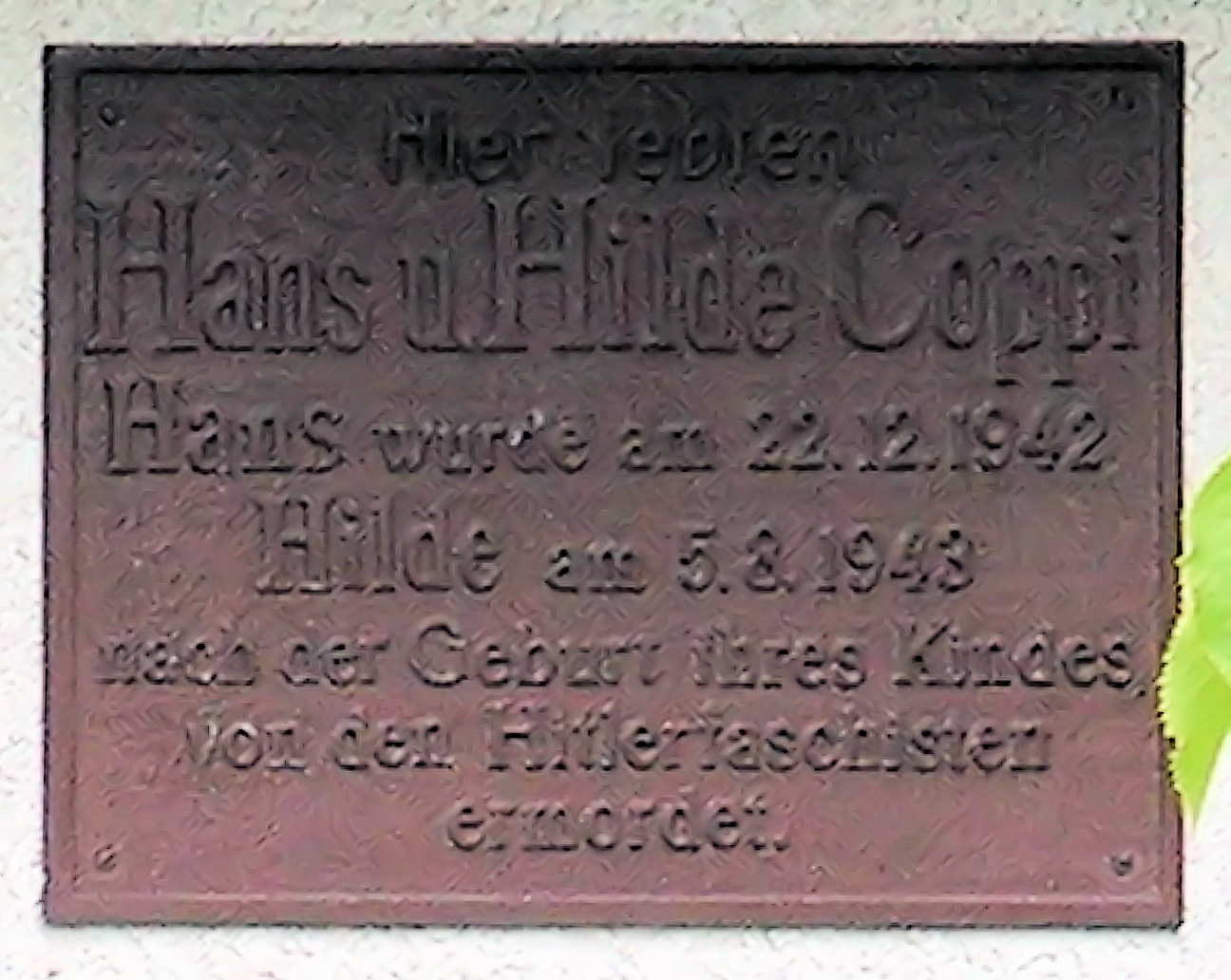

Hilde Coppi (née Rake) (n. 31 de mayo de 1909, Berlín – f. 5 de agosto de 1943, ejecutada en Berlin-Plötzensee) participó en resistencia alemana al nazismo. Junto a su esposo Hans Coppi, perteneció a la red Orquesta Roja (Rote Kapelle).

## Biografía
Hilde Rake creció en Berlín y trabajó como auxiliar de médico desde 1927 y para una compañía de seguros desde 1939. A principios de los años 30 se hizo amiga de comunistas y les ayudó cuando fueron perseguidos o detenidos. Conoció a su futuro marido cuando este fue liberado de prisión por sus contactos con el Partido Comunista de Alemania.
Se casaron el 14 de junio de 1941 y escondieron perseguidos por el régimen. Hilde escuchaba por radio La voz de Rusia y transmitía la información a la Orquesta Roja y otras organizaciones disidentes. Además apoyó a la resistencia pegando notas en contra de una exhibición propagandística de los nazis sobre la Unión Soviética. También enviaba o distribuía mensajes de prisioneros de guerra alemanes en Rusia, contrariando la difusión del régimen que los soviéticos no tenían prisioneros de guerra germanos porque directamente los fusilaban.
Los Coppi fueron arrestados el 12 de septiembre de 1942, junto a la madre de Hilde y el hermano y los padres de Hans. Hilde estaba embarazada de siete meses, tuvo su hijo Hans junior en la prisión de mujeres el 27 de noviembre. El 22 de diciembre Hans fue ejecutado y ella sentenciada para el 20 de enero de 1943. Una petición por clemencia fue apelada pero Hitler la denegó. La sentencia fue pospuesta para agosto para poder amamantar al bebé. El 5 de agosto de 1943 fue decapitada en la prisión de Berlin-Plötzensee.
Una calle de Berlín lleva el nombre de ambos.

## Literatura
- Gilles Perrault: Auf den Spuren der Roten Kapelle. Rowohlt 1994
- Gert Rosiejka: Die Rote Kapelle. „Landesverrat“ als antifaschistischer Widerstand. - Mit einer Einführung von Heinrich Scheel. ergebnisse, Hamburg 1986, ISBN 3-925622-16-0
- Peter Weiss, Roman Die Ästhetik des Widerstands (1975-81).
- Elfriede Brüning: … damit Du weiterlebst. Neues Leben: Berlín 1949 über die Geburt von Hans Coppi junior. Nemesis – Sozialistisches Archiv für Belletristik
- Claudia von Gélieu: Frauen in Haft – Gefängnis Barnimstraße; eine Justizgeschichte. Berlín: Elefanten-Press 1994. ISBN 3-88520-530-0. Espresso-Verlag: ISBN 3-88520-530-0)